# Alexander Schalck-Golodkowski

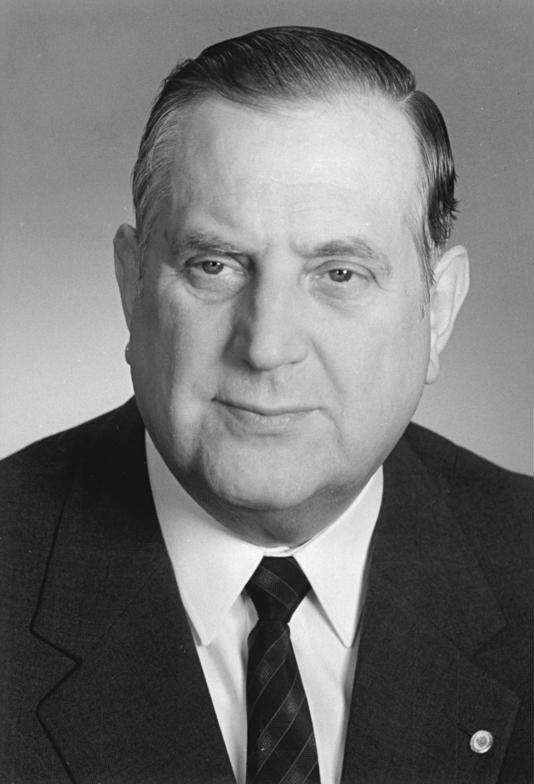
Alexander Schalck-Golodkowski (1988)

Alexander Schalck-Golodkowski (gebürtig Alexander Golodkowski; * 3. Juli 1932 in Berlin-Treptow; † 21. Juni 2015 in Rottach-Egern) war ein deutscher Politiker (SED), Oberst im Ministerium für Staatssicherheit (MfS) und Wirtschaftsfunktionär der DDR. Er war Leiter des geheimen Bereichs für Kommerzielle Koordinierung im Ministerium für Außenhandel, der durch die Arbeitsgruppe Bereich Kommerzielle Koordinierung (AG BKK) des MfS kontrolliert wurde. Der Bereich Kommerzielle Koordinierung war zuständig für den (inoffiziellen) Handel mit dem kapitalistischen Ausland. Bekanntheit erlangte er im Nachhinein für die Aushandlung eines Kredits in Höhe von einer Milliarde DM, den ein westdeutsches Bankenkonsortium der DDR 1983 gewährte. Schalck-Golodkowskis Verhandlungspartner auf westdeutscher Seite war der bayerische Ministerpräsident Franz Josef Strauß (CSU).

## Leben

### Jugend und Ausbildung
Alexander Golodkowskis Vater Peter Golodkowski war ein Staatenloser mit russischen Wurzeln, dessen Vater ein höherer russischer Finanzbeamter in Gomel gewesen war. Peter Golodkowski war Offizier der zaristischen Armee, bevor er vor den Bolschewiki floh. Später leitete er die russische Dolmetscherschule der Wehrmacht in Berlin-Moabit. Sein Sohn Alexander wurde im Jahr 1940 vom Ehepaar Schalck adoptiert.
Schalck-Golodkowski begann zunächst eine Bäckerlehre und absolvierte dann von 1948 bis 1950 eine Lehre als Feinmechaniker. 1951 trat er in die Freie Deutsche Jugend (FDJ) ein.
Ab 1952 arbeitete Schalck-Golodkowski als Sachbearbeiter in einem Außenhandelsbetrieb; nach kurzer Zeit wechselte er in das Ministerium für Außenhandel und innerdeutschen Handel der DDR, wo er innerhalb eines Jahres zum Hauptreferenten des Referates Werkzeugmaschinen aufstieg. Nachdem er an der Arbeiter-und-Bauern-Fakultät der Humboldt-Universität zu Berlin sein Abitur abgelegt hatte, absolvierte Schalck-Golodkowski von 1954 bis 1957 ein Studium der Ökonomie an der Hochschule für Außenhandel in Staaken, das er als Diplom-Wirtschaftler abschloss.

### Berufliche und politische Laufbahn in der DDR

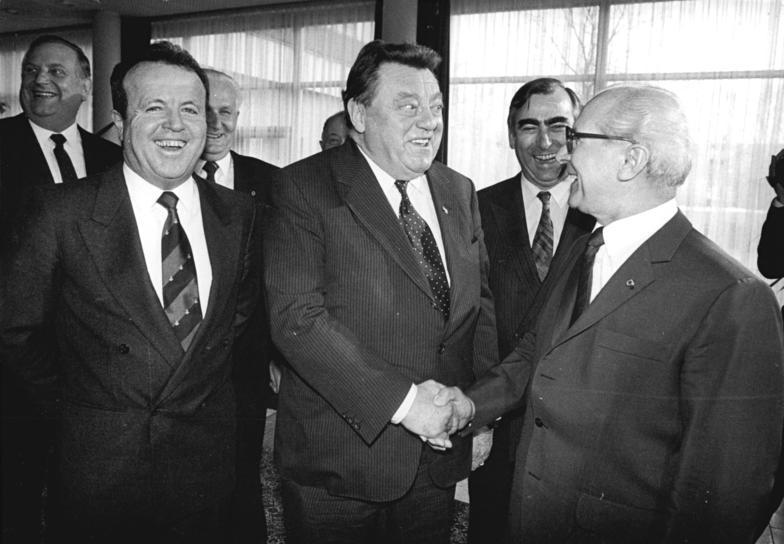
Deutsch-deutsche Begegnung bei der Leipziger Frühjahrsmesse 1987 – von links: Alexander Schalck-Golodkowski, Gerold Tandler, Günter Mittag, Franz Josef Strauß, Theo Waigel und Erich Honecker

Am 5. März 1953 stellte Schalck-Golodkowski den SED-Aufnahmeantrag und wurde nach der Kandidatenzeit 1955 als Mitglied aufgenommen. Bereits 1956, also noch vor Ende seines Studiums, wurde er Hauptverwaltungsleiter beim Ministerium für Außenhandel und Innerdeutschen Handel. Diese Position hatte er bis 1962 inne. 1958 wurde er außerdem zum Vertreter des Außenhandels in der Ständigen Kommission für Bauwesen des Rats für Gegenseitige Wirtschaftshilfe ernannt. Von 1962 bis 1966 war er hauptamtlicher Erster Sekretär der SED-Kreisleitung im Ministerium für Außenhandel.
Ab 1966 war er für den neu gegründeten Bereich Kommerzielle Koordinierung (KoKo) zuständig, den er maßgeblich mit aufbaute. Dieser Bereich sollte mit verdeckten Geschäften zur Devisenerwirtschaftung die Zahlungsfähigkeit der DDR sichern.
Seine Karriere im Ministerium für Staatssicherheit (MfS) begann 1967, als er zum Offizier im besonderen Einsatz (OibE) der Arbeitsgruppe Bereich Kommerzielle Koordinierung (AG BKK) ernannt wurde. 1975 wurde Schalck-Golodkowski zum Oberst befördert. Ein weiterer Aufstieg zum General kam nicht in Frage, da dies zwangsweise seine Enttarnung als MfS-Offizier nach sich gezogen hätte; er erhielt zuletzt jedoch das Gehalt eines Generalleutnants.
1970 verteidigte er gemeinsam mit seinem Führungsoffizier, MfS-Oberst Heinz Volpert, an der zum Ministerium für Staatssicherheit gehörenden Juristischen Hochschule in Golm bei Potsdam seine Dissertation zum Thema „Vermeidung ökonomischer Verluste und Erwirtschaftung zusätzlicher Devisen“. Diese Arbeit war bis zum Ende der DDR geheim. „Doktorvater“ war neben zwei Doktoren des MfS der Minister für Staatssicherheit Erich Mielke, der selbst weder die Hochschulreife noch einen akademischen Grad besaß.
Von 1967 bis 1975 war Schalck-Golodkowski offiziell einer der stellvertretenden Minister für Außenhandel und im Anschluss daran bis 1989 Staatssekretär im Ministerium für Außenhandel. Beim Politbüro des ZK der SED war er seit 1976 Mitglied der Wirtschaftskommission, ab 1981 der Kommission zur Koordinierung der ökonomischen, kulturellen und wissenschaftlich-technischen Beziehungen der DDR zu Ländern Asiens, Afrikas und des arabischen Raums. 1981 nahm er an den Verhandlungen zwischen Bundeskanzler Helmut Schmidt und dem Staatsratsvorsitzenden Erich Honecker im Jagdhaus Hubertusstock am Werbellinsee teil. In der Folge führte er 1983 die erfolgreichen Verhandlungen mit dem bayerischen Ministerpräsidenten Franz Josef Strauß über einen westdeutschen Milliardenkredit für die DDR,
durch ein Bankenkonsortium unter Federführung der Bayerischen Landesbank.
und verhinderte einen Staatsbankrott der DDR.
Seit 1986 war Schalck-Golodkowski Mitglied des Zentralkomitees (ZK) der SED.

### Privilegien
Als stellvertretender Minister, Staatssekretär, ZK-Mitglied und Leiter der Kommerziellen Koordinierung war Schalck-Golodkowski einer der wichtigsten Männer der DDR-Wirtschaft und Angehöriger der Nomenklatura. Durch seinen Zugriff auf Westwaren aller Art war er innerhalb der DDR-Führung eine gefragte und hofierte Persönlichkeit. Die Kommerzielle Koordinierung verfügte auch über die beschlagnahmten Waren der Zollverwaltung der DDR, welche sie zum Teil in Form von Präsenten an Parteifunktionäre weitergab, darunter auch nach DDR-Recht illegale Waren wie pornografische Produkte oder Drogen.
Schalck-Golodkowski selbst wohnte in einem Einfamilienhaus in der Manetstraße im Villenviertel am Orankesee in Berlin-Hohenschönhausen unweit von anderen Domizilen hochrangiger Mitarbeiter des MfS, wie dem Reihenhaus von Mielkes Sohn und dem Gästehaus Mielkes. Er besaß ein Ferienhaus in der Schorfheide, dessen Bau genehmigt wurde, obwohl es inmitten eines Naturschutzgebietes lag, und dessen sanitäre Erschließung über 200.000 Mark (DDR) kostete. Beide Häuser wurden von Westfirmen gebaut und eingerichtet.

### Ende der DDR und Leben nach der Wiedervereinigung
Schalck-Golodkowski war zusammen mit Gerhard Schürer, Gerhard Beil, Ernst Höfner und Arno Donda einer der Autoren der Analyse der ökonomischen Lage der DDR mit Schlußfolgerungen, einer Vorlage für die Sitzung des Politbüros der SED am 30. Oktober 1989. Dieser auch als „Schürer-Papier“ bekannt gewordene Geheimbericht sprach von Überschuldung und wirtschaftlicher Zerrüttung der DDR.
Im Zuge des Zusammenbruchs der DDR wurde Schalck-Golodkowski wegen Pressemeldungen über kriminelle Machenschaften von KoKo-Firmen auf der letzten Sitzung des ZK der SED am 3. Dezember 1989 aus dem ZK und der SED ausgeschlossen.
Hans Modrow nannte ihn laut Wolfgang Berghofer die „hauptverantwortliche Person für die Misere“ der DDR. Schalck-Golodkowski flüchtete daraufhin am 4. Dezember mit seiner Ehefrau Sigrid nach West-Berlin (siehe Flucht aus der Sowjetischen Besatzungszone und der DDR), wo er sich den Behörden stellte und für circa sechs Wochen in Untersuchungshaft kam. Er gab an, dass er bei der Suche der SED nach Schuldigen eine Abstempelung als Buhmann und die Beseitigung durch seine ehemaligen Genossen fürchte. Einen Auslieferungsantrag der DDR-Generalstaatsanwaltschaft lehnten die westdeutschen Behörden ab. Im Januar 1990 zog das Ehepaar Schalck-Golodkowski nach Rottach-Egern am Tegernsee. Dort betrieb es die Firma Gusimex Handelsgesellschaft GmbH, deren Unternehmenszweck als Handel mit Waren aller Art angegeben wurde. Die Gesellschaft wurde 2015 aufgelöst.
Unter dem Decknamen „Schneewittchen“ machte er beim Bundesnachrichtendienst umfangreiche Aussagen über die kriminellen Wirtschaftsmethoden des Bereichs Kommerzielle Koordinierung und seine Tätigkeit für das Ministerium für Staatssicherheit. Er erhielt vom BND Straffreiheit und bekam Papiere mit falschem Namen in Aussicht gestellt. Es wird gemutmaßt, dass Schalck-Golodkowski aufgrund dieser Ausweisdokumente in der Lage war, auf zuvor geschaffene Rücklagen in Form von Geheimkonten zuzugreifen. Bestätigt ist nur der Zugriff auf ein West-Berliner Bankschließfach mit unbekanntem Inhalt.
Bei der Auflösung seiner alten Wirkungsstätte Kommerzielle Koordinierung wurden weitere dubiose Einzelheiten seiner Tätigkeiten bekannt, die mehrere Ermittlungsverfahren zur Folge hatten. Unter anderem wurden Schalck-Golodkowski Straftaten gemäß Betäubungsmittelgesetz, Untreue, Betrug und Spionage vorgeworfen. 1991 wurde öffentliche Kritik an der Verzögerung der Ermittlungen gegen Schalck-Golodkowski laut, die in der Presse mit den aus DDR-Zeiten bestehenden Kontakten zwischen ihm und bedeutenden westdeutschen Politikern und Unternehmern in Zusammenhang gebracht wurde. Vermutungen, dass Schalck-Golodkowski von westdeutschen Behörden geschützt würde, widersprach der damalige Bundesjustizminister Klaus Kinkel energisch.
Er selbst beteuerte in einem Auftritt in der Fernsehsendung Der heiße Stuhl auf RTL, „alles anständig und korrekt abgewickelt“ und „nach bestem Wissen und Gewissen“ gehandelt zu haben, „in der Absicht, der DDR und den Menschen zu dienen“.
Der Gesamtbereich der Kommerziellen Koordinierung, insbesondere die Aufgaben und Tätigkeiten von Schalck-Golodkowski, war Gegenstand des 1. Untersuchungsausschusses des 12. Deutschen Bundestages unter dem Vorsitz des CDU-Abgeordneten Friedrich Vogel. Über das Ergebnis der Untersuchungen gibt es umfangreiche Berichte, vor allem Beschlussempfehlung und Bericht Drucksache 12/7600 vom 27. Mai 1994 mit drei Anlagenbänden und einem Anhangband.

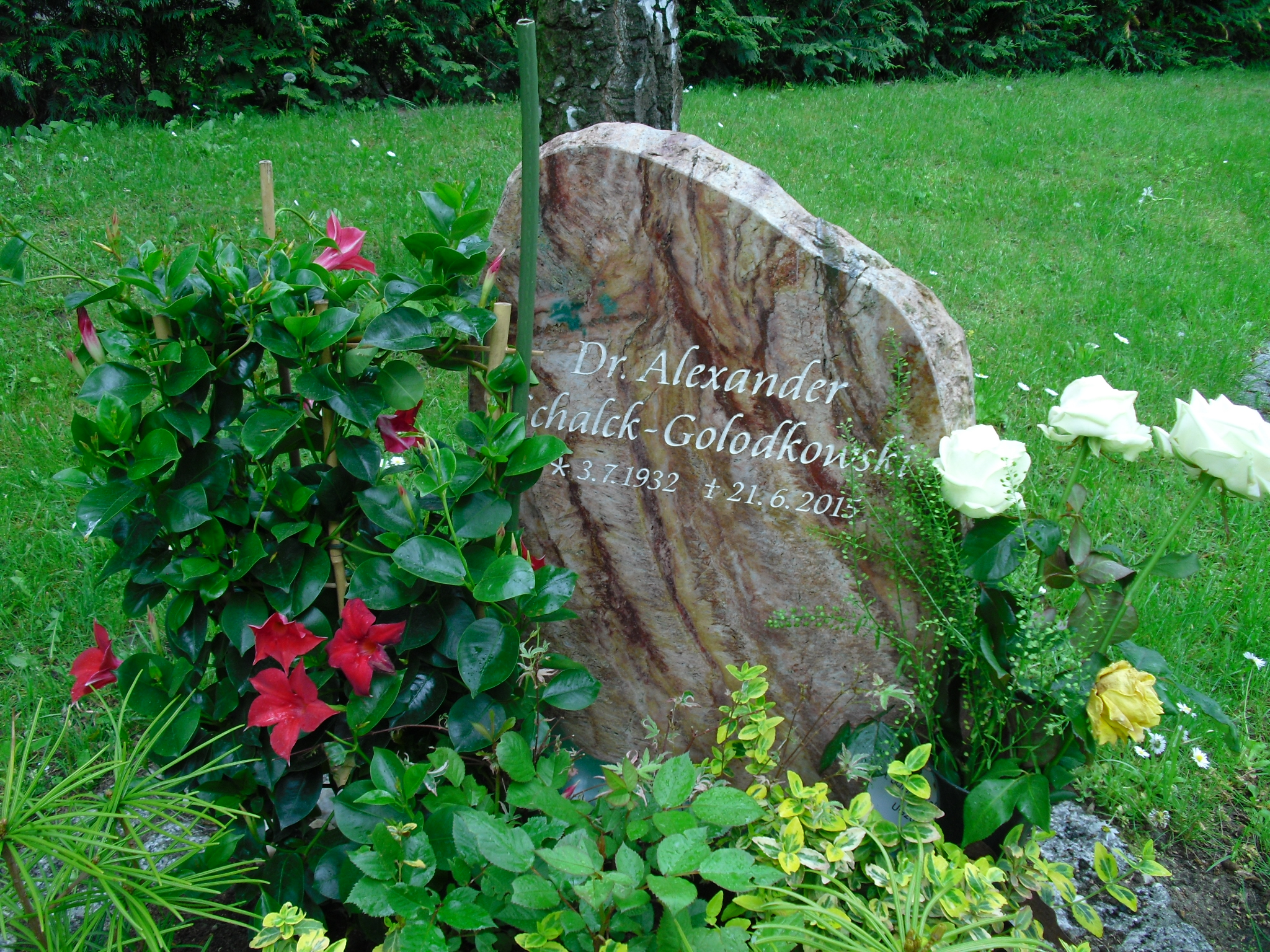
Grabstein für Alexander Schalck-Golodkowski auf dem Auferstehungsfriedhof in Berlin-Weißensee

Das Ermittlungsverfahren wegen Verstoßes gegen das Betäubungsmittelgesetz wurde 1992, das Verfahren wegen Veruntreuung von Milliardenbeträgen der DDR-Regierung durch Überweisungen ins Ausland 1993 eingestellt. Zum Prozess kam es jedoch 1995 wegen des Vorwurfs der Abwicklung illegaler Waffengeschäfte. Als Ergebnis wurde Schalck-Golodkowski im Januar 1996 wegen Verstoßes gegen das als Bundesrecht weitergeltende Militärregierungsgesetz Nr. 53 zu einer einjährigen Freiheitsstrafe verurteilt. Eine Revision gegen das Urteil wurde vom Bundesgerichtshof verworfen. Die Freiheitsstrafe wurde zur Bewährung ausgesetzt. Im Juli 1996 kam es zu einer weiteren Anklageerhebung wegen Embargovergehen. 1998 wurde Schalck-Golodkowski wegen eines Krebsleidens für verhandlungsunfähig erklärt und brauchte zunächst nicht mehr vor Gericht zu erscheinen. Dennoch wurde er im Juli 1998 zu einer erneuten Freiheitsstrafe von 16 Monaten verurteilt; wiederum wurde die Strafe zur Bewährung ausgesetzt. Sein Verteidiger war der Berliner Anwalt und spätere SPD-Bundestagsabgeordnete Peter Danckert, der auch andere Stasi-Offiziere vertrat.
Im März 2003 erlitt Schalck-Golodkowski während eines Urlaubs einen Herzstillstand und musste sich einer Notoperation unterziehen. Nach langem Krebsleiden verstarb er am 21. Juni 2015 in seinem Haus am Tegernsee. Er wurde auf dem Auferstehungsfriedhof in Berlin-Weißensee beigesetzt.

### Privatleben
Schalck-Golodkowski war zweimal verheiratet. Seine erste Frau Margareta (geb. Becker; * 23. August 1932) war gelernte Schneiderin. Nach der Heirat 1955 wurde 1956 ein Sohn geboren. Die gemeinsame Tochter kam 1964 zur Welt. Die Ehe wurde 1975 geschieden.
Kurz darauf folgte 1976 die Heirat mit seiner zweiten Frau Sigrid (geb. Gutmann; * 28. Oktober 1940). Sie war die Tochter der ehemaligen Oberbürgermeisterin von Schwerin Johanna Blecha (geb. Kutzerra, geschiedene Gutmann). Ihr Stiefvater Kurt Blecha war Leiter des Presseamtes des DDR-Ministerrats. Beruflich war sie als Diplomfinanzwirtschaftlerin ebenfalls im Bereich KoKo als Leiterin der Arbeitsgruppe Spezialimporte, insbesondere Sonderversorgung Politbürosiedlung Wandlitz, tätig. Sie hatte den Rang eines Obersten des MfS (OibE).

## Auszeichnungen
- 1969: Vaterländischer Verdienstorden der DDR in Gold
- 1974: Karl-Marx-Orden
- 1979: Verdienter Mitarbeiter des MfS
- 1980: Medaille der Waffenbrüderschaft in Gold (vom MfS)
- 1982: Karl-Marx-Orden
- 1982: Kampforden „Für Verdienste um Volk und Vaterland“ (Für: „hohe persönliche Einflußnahme und Unterstützung bei der Lösung wichtiger militärökonomischer Aufgaben.“)[20]
- 1983: Held der Arbeit
- 1984: Großer Stern der Völkerfreundschaft

(höchstdekorierter Staatssekretär in der DDR)

## Schriften
- Zur Vermeidung ökonomischer Verluste und zur Erwirtschaftung zusätzlicher Devisen im Bereich Kommerzielle Koordinierung des Ministeriums für Außenwirtschaft der Deutschen Demokratischen Republik. Dissertation. Eingereicht zur Erlangung des wissenschaftlichen Grades  eines Dr. jur. an der Juristischen Hochschule Potsdam. Potsdam Mai 1970 (thueringer-allgemeine.de (Memento vom 26. November 2013 im Internet Archive) [PDF; 495 kB; abgerufen am 22. Juni 2015]).
- Deutsch-deutsche Erinnerungen. Rowohlt Verlag, Reinbek b. Hamburg 2000, ISBN 3-498-06330-8.
- Vorlage für das Politbüro des ZK der SED. Analyse der ökonomischen Lage der DDR mit Schlußfolgerungen, Gerhard Schürer, Gerhard Beil, Alexander Schalck, Ernst Höfner und Arno Donda, 30. Oktober 1989 (Schürer-Papier)

## Filme
- Egmont R. Koch Die Schalck-Connection, ZDF 1991, 45 min.
- Preis der Freiheit, ZDF-Dreiteiler, 2019, Teil 1: 98 min. Teil 2: 92 min. Teil 3: 100 min.